# Panimerus sierra
Panimerus sierra és una espècie d'insecte dípter pertanyent a la família dels psicòdids que es troba a Nord-amèrica: Califòrnia i Washington.